# UNIIMOG Medaille
De UNIIMOG Medaille is een medaille van de Verenigde Naties. De medaille werd ingesteld door de secretaris-generaal van de Verenigde Naties en toegekend aan de militairen die tussen augustus 1988 en februari 1991 deelnamen aan UNIIMOG, de "United Nations Iran-Iraq Military Obeserver Group", een vredesoperatie op de frontlijn tussen Iran en Irak.
De uitgezonden militairen uit Argentinië, Australië, Bangladesh, Denemarken, Finland, Ghana, India, Indonesië, Ireland, Italië, Joegoslavië, Canada, Kenia, Maleisië, Nieuw-Zeeland, Nigeria, Noorwegen, Oostenrijk, Peru, Polen, Zambia, Zweden, Senegal, Turkije, Hongarije en Uruguay kwamen voor deze medaille in aanmerking. Het lint heeft behalve de lichtblauwe kleur die de Verenigde Naties veel gebruikt de kleuren van de vlaggen van de twee oorlogvoerende landen als bies aan weerszijden.